# Cripple Creek
Cripple Creek é uma pequena cidade mineradora localizada no estado americano do Colorado, no Condado de Teller. Ficou conhecida após ser um dos lugares de residência do famoso físico e inventor Nikola Tesla, que acabou causando acidentes envolvendo suas invenções e aparelhos de geração elétrica na estação de energia da cidade.

## Demografia
Segundo o censo americano de 2000, a sua população era de 1115 habitantes.
Em 2006, foi estimada uma população de 1068, um decréscimo de 47 (-4.2%).

## Geografia
De acordo com o United States Census Bureau tem uma área de
2,9 km², dos quais 2,9 km² cobertos por terra e 0,0 km² cobertos por água.

## Localidades na vizinhança
O diagrama seguinte representa as localidades num raio de 40 km ao redor de Cripple Creek.